# 巴约讷市政厅-米歇尔门剧院

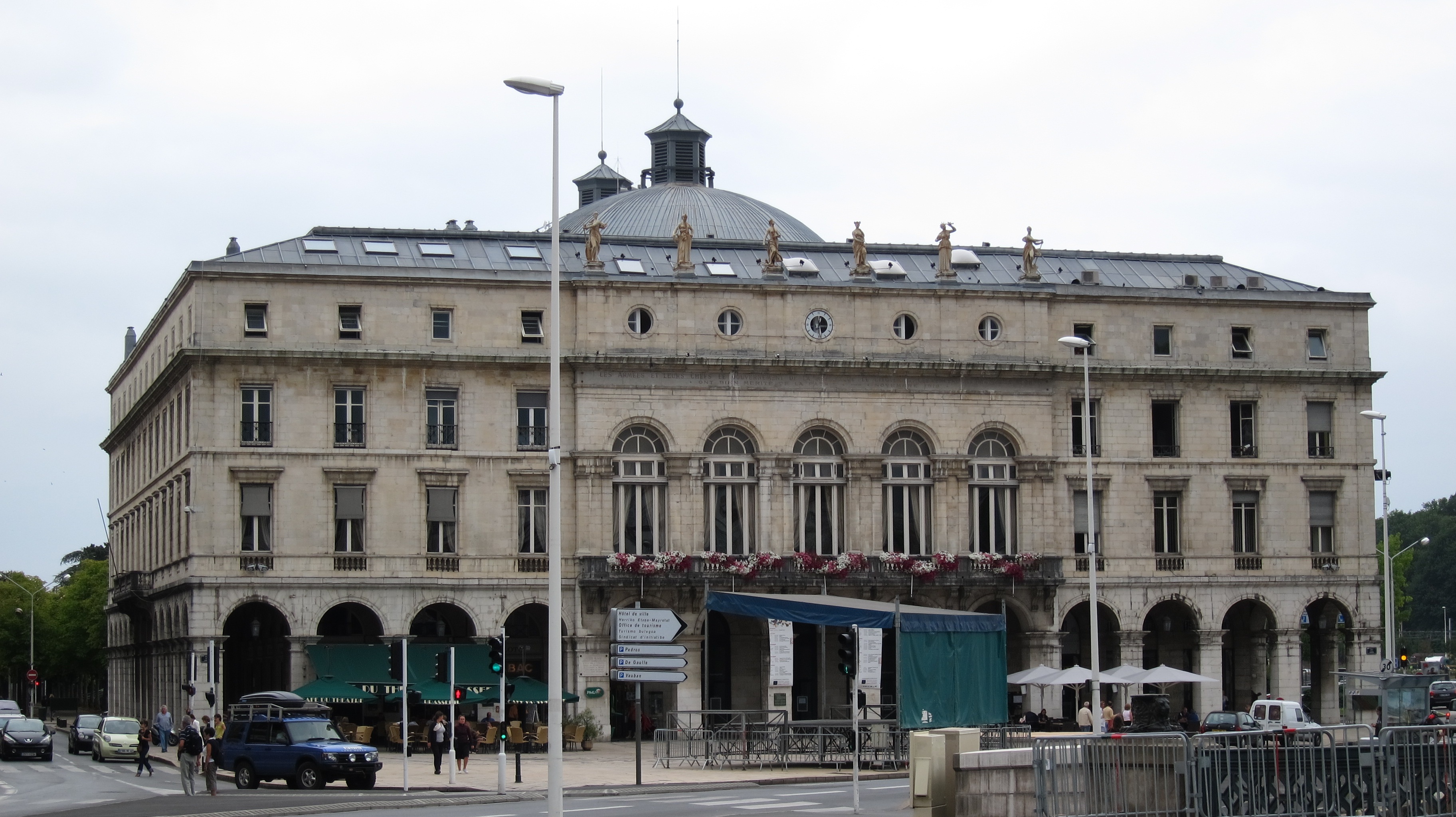

巴约讷市政厅（法語：Hôtel de ville de Bayonne）-米歇尔门剧院（Théâtre Michel-Portal）是一座公共建筑，位于法国新阿基坦大区大西洋比利牛斯省（北巴斯克）巴约讷的自由广场（Place de la Liberté）。
该建筑建于1837年至1842年，由建筑师尼古拉斯·维奥诺瓦（Nicolas Vionnois）建造，用作市政厅、剧院和海关。

## 历史
1720年，这里建起第一个剧院，有500个座位，由于狭小，很快就决定建造一座新建筑。雨果旅行期间发现了这家剧院。
1832年9月7日，市议会批准了新剧院计划。1835年第一个剧院被摧毁。一年后，该市获得了50万法郎的贷款，聘请了建筑师尼古拉斯·维奥诺瓦。这座巨大的新古典主义建筑分为三个部分，剧院在中央，两侧分别为海关和市政厅。.1837年5月1日举行奠基仪式，法国公共工程部长尼古拉斯·马丁·杜诺德和让·伊西多尔·哈里斯佩元帅到场。
1842年1月15日，剧院开业，首演剧目为雅克·弗洛蒙塔尔·阿莱维的《犹太女》（La Juive）.。